# Présilly (Haute-Savoie)
Présilly is een gemeente in het Franse departement Haute-Savoie (regio Auvergne-Rhône-Alpes) en telt 622 inwoners (1999). De plaats maakt deel uit van het arrondissement Saint-Julien-en-Genevois.

## Geografie
De oppervlakte van Présilly bedraagt 8,6 km², de bevolkingsdichtheid is 72,3 inwoners per km².
De onderstaande kaart toont de ligging van Présilly (Haute-Savoie) met de belangrijkste infrastructuur en aangrenzende gemeenten.

## Demografie
Onderstaande figuur toont het verloop van het inwonertal (bron: INSEE-tellingen).